# Couvent de Gössweinstein
Pour les articles homonymes, voir Couvent des Capucins.
Le couvent de Gössweinstein est un ancien couvent de Capucins et aujourd'hui un couvent franciscain situé à Gößweinstein en Franconie, dans l'archidiocèse de Bamberg.

## Histoire
Le couvent dédié à saint François d'Assise a été fondé en 1723 par le prince-électeur Lothaire-François de Schönborn, archevêque de Mayence, afin de donner aux capucins la direction spirituelle du pèlerinage local et de faire de son église de la Sainte-Trinité une église paroissiale. Les plans de nouveaux bâtiments sont dessinés par le baron von Ritter zu Groenesteyn en 1728 et Balthasar Neumann, sur commande du prince-évêque et comte de Schönborn-Buchheim, réaménage l'église et le couvent en style baroque, entre 1730 et 1739.
Au moment du recès d'Empire de 1803, le couvent n'est pas sécularisé, mais il lui est interdit d'accueillir des novices, ce qui signifie sa condamnation à mort à court terme.
Cependant le couvent réussit à survivre et passe aux franciscains en 1825.
Pie XII élève l'église au rang de basilique mineure en 1948.